# 325 TCN
325 TCN là một năm trong lịch La Mã.